# 汪延高速公路
汪清—延吉高速公路，简称汪延高速，是一条吉林省的高速公路，原为省级高速公路，2022年7月升级为国家高速公路。
其全线位于吉林省延边州范围内，起点位于吉林省延边州汪清县，通过汪清连接线进入汪清市区；终点位于吉林省延边州延吉市，通过新光枢纽互通立交连接珲乌高速公路。全线规划长度为84.85 km，其中汪清至延吉段于2011年10月通车。

## 沿线出入口及设施
已通车路段全线设桥梁35座，涵洞203道，隧道（双向）4座，有坡道6处、弯道8处。设有汪清收费站、百草沟收费站2个出入口及1个双侧服务区（依兰服务区）。
| 地区                                                                                         | 里程  | 类型                              | 名称             | 连接               | 说明 |
| -------------------------------------------------------------------------------------------- | ----- | --------------------------------- | ---------------- | ------------------ | ---- |
| 延边州汪清县                                                                                 | 0 km  | 主线出入口                        | 汪清             | 汪清连接线 202省道 |      |
| 延边州汪清县                                                                                 | 13 km | 出入口                            | 百草沟           | 202省道            |      |
| 延边州延吉市                                                                                 | 34 km | 停车场 · 加油设施 · 修车站 · 餐厅 | 依兰服务区       | 依兰服务区         |      |
| 延边州延吉市                                                                                 | 57 km | 枢纽                              | 新光枢纽互通立交 | 珲乌高速           |      |
| 1.000 英里 = 1.609 千米；1.000 千米 = 0.621 英里 并行路段 • 已关闭／取消 • 限制进入 • 未开放 |       |                                   |                  |                    |      |

## 公路建设

### 建设背景
随着中国大陆经济建设和大规模基本建设的进行，吉林省近几年在东部山区修建了多条高等级公路。延边地区因修建公路，开挖路堑，而陆续发生了多起滑坡事故。延边州为在省内率先实现了“县县通高速”的目标，于2010年4月开工建设汪延高速公路，工程总投资35.92亿元。

### 建设意义
汪延高速公路的开通对推动延边朝鲜族自治州经济发展具有重要意义，加强了沿途各区域经济合作和交流，加快延边州对外开放步伐将起到积极作用。延边州相关领导表示，汪延高速公路的运营为打造延边州“一小时交通圈”，服务延边州经济社会发展奠定了基础，它的并网通车标志着延边州在省内率先实现了“县县通高速”的目标。

## 延伸建设

### 汪清连接线
由于汪延高速的汪清收费站距离汪清县市区较远，为方便进出汪清市区，延伸建设汪清联络线。汪清连接线全长5.789 km，路线起点位于汪清砂北连接处，经北沙金沟至汪清镇东明村与汪清—延吉高速公路主线连接，设计速度60 km/h，双向四车道，符合一级公路标准。

### 延龙图联络线
延龙图联络线北联汪延高速公路辅道，南联延吉至龙井公路，组成了延吉市的东环路。建成后将拉大延吉市的城市框架，减轻市区的交通压力，对促进延龙图一体化发展战略，加强区域间经济发展具有重要意义。
延龙图联络线全长32.5 km，路线起点为新光，经利民、烟集、小河龙，终点为理化洞（设延吉南互通）与延龙公路相接。全线按设计时速80 km/h的双向四车道一级公路标准建设，总投资为9.1亿元。
该项目已于2008年4月开工建设，主要工程量为路基土石方50余万方，互通立交1座、中桥1座、通道桥3座、涵洞14道，但由于征地拆迁等原因，至2009年末仅完成10%左右的工程量，2010年至2017年该工程一直停工待建。2017年，该项目重新启动，原中标单位重新组织人员、机械、设备进场施工；虽然进行了重新评估，但被征迁对象仍拒绝按评估价格拆迁，致使工作面受限，无法大面积施工。

## 备注
1. ↑  路堑，是指低于原地面的挖方路基，从原地面向下开挖而成的路基形式[3]。